# Сайхун (футбольный клуб)
«Сайхун» — таджикский футбольный клуб, представляющий посёлок Гафуров (ранее представлял Худжанд и Чкаловск). Выступает в Согдийской зоне Первой лиги чемпионата Таджикистана.

## История
Клуб основан не позднее 1992 года, в котором представлял Худжанд. В 1992 году принял участие в первом независимом чемпионате Таджикистана в Высшей лиге. В 1993-1995 годах представлял соседний Чкаловск.
В период выступлений в Высшей лиге (сезоны-1992-1995) занимал места в нижней половине таблицы, а в 1995 году остался на последней, 15-й позиции и покинул элитный дивизион, после чего был расформирован.
В 2014 году возрождён под названием «Сайхун» (Гафуров) и принял участие в турнире Согдийской зоны Первой лиги (7-е место из 12 клубов).

## Названия
- 1992 — «Сайхун» (Худжанд).
- 1993-1995 — «Сайхун» (Чкаловск).
- 2014-н. в. — «Сайхун» (Бободжан Гафуров).

## Тренеры
- Бурдин Владимир Гаврилович (1992-?).